# Чиклова-Ромине
Чиклова-Ромине (рум. Ciclova Română) — село у повіті Караш-Северін в Румунії. Адміністративний центр комуни Чиклова-Ромине.
Село розташоване на відстані 352 км на захід від Бухареста, 35 км на південний захід від Решиці, 91 км на південний схід від Тімішоари.

## Населення
За даними перепису населення 2002 року у селі проживали 1247 осіб.
Національний склад населення села:
| Національність | Кількість осіб | Відсоток |
| -------------- | -------------- | -------- |
| румуни         | 1225           | 98,2%    |
| цигани         | 12             | 1,0%     |
| німці          | 5              | 0,4%     |

Рідною мовою назвали:
| Мова      | Кількість осіб | Відсоток |
| --------- | -------------- | -------- |
| румунська | 1228           | 98,5%    |
| циганська | 12             | 1,0%     |